# 21709 Sethmurray
21709 Sethmurray là một tiểu hành tinh. Nó được phát hiện ngày 7 tháng 9 năm 1999 bởi MIT's Nhóm nghiên cứu tiểu hành tinh gần Trái Đất phòng thí nghiệm Lincoln (LINEAR).